# Hypericum oblongifolium
Hypericum oblongifolium är en johannesörtsväxtart som beskrevs av Jacques Denys Denis Choisy. Hypericum oblongifolium ingår i släktet johannesörter, och familjen johannesörtsväxter. Inga underarter finns listade i Catalogue of Life.

## Bildgalleri

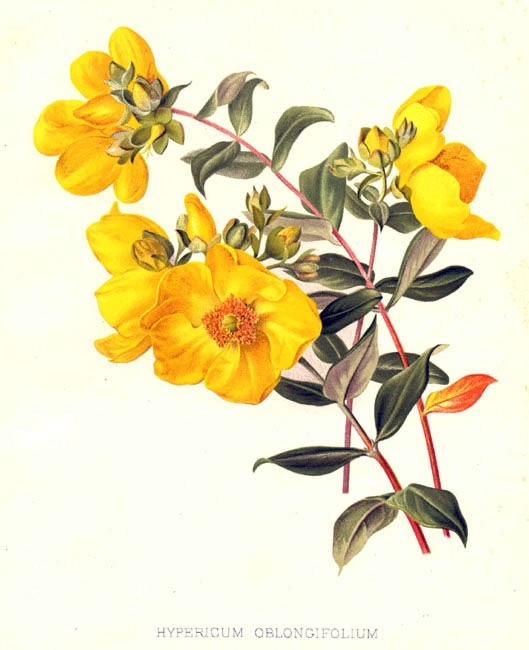
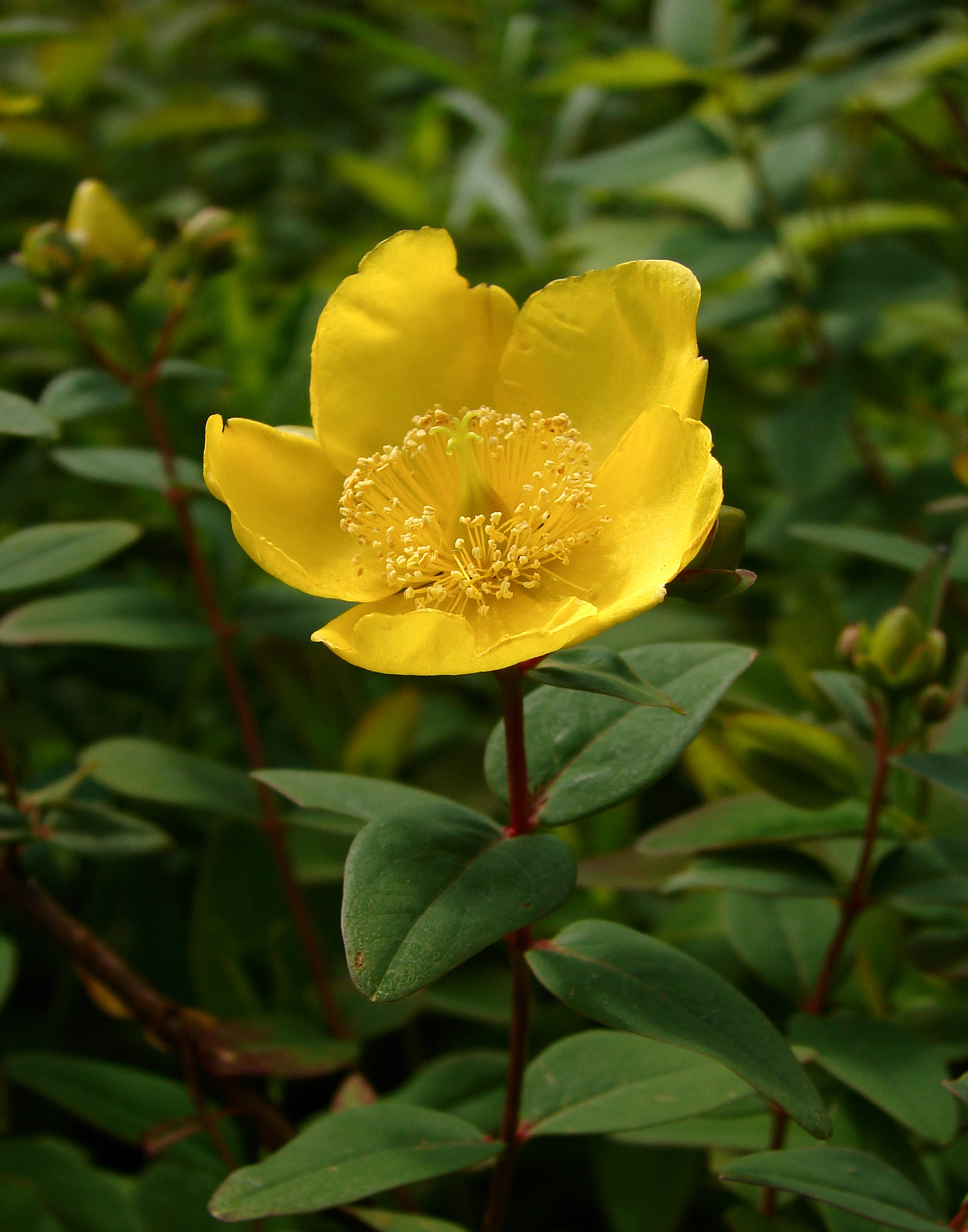